# Patty Dodd
Patty Dodd (* 29. Juli 1963 in Bogotá als Patty Orozco) ist eine US-amerikanische Volleyball- und Beachvolleyballspielerin kolumbianischer Herkunft.

## Karriere Halle
Patty Dodd spielte in ihrer Jugend Volleyball und Basketball in ihrer kolumbianischen Heimat in Bogotá. Sie war dort die Spitzenvolleyballerin der High Schools und kam auch in der Nationalmannschaft zum Einsatz. 1980 kam sie in die USA nach Kalifornien und spielte dann vier Jahre bei den UCLA Bruins, mit denen sie 1984 die NCAA-Meisterschaft gewann. 1987 und 1988 spielte die Außenangreiferin mit den Los Angeles Starlites in der professionellen US-amerikanischen „Major League“.

## Karriere Beach
Von 1985 bis 2000 war Patty Dodd auf verschiedenen US-amerikanischen Beachvolleyball-Turnierserien unterwegs. Sie nahm an 143 Turnieren mit über 20 verschiedenen Partnerinnen teil. 1989 dominierte sie die WPVA-Tour, als ihr zusammen mit der Brasilianerin Jackie Silva elf Turniersiege gelangen. 1999 nahm Dodd mit Karolyn Kirby an der Weltmeisterschaft in Marseille teil und erreichte den 25. Platz. Nach dem Ende ihrer aktiven Karriere arbeitet Patty Dodd als Beachvolleyball-Trainerin.

## Privates
Patty Dodd ist seit 1986 verheiratet mit dem Beachvolleyballspieler Mike Dodd. Sie haben zwei Töchter und leben in Manhattan Beach.